# Estrongilión

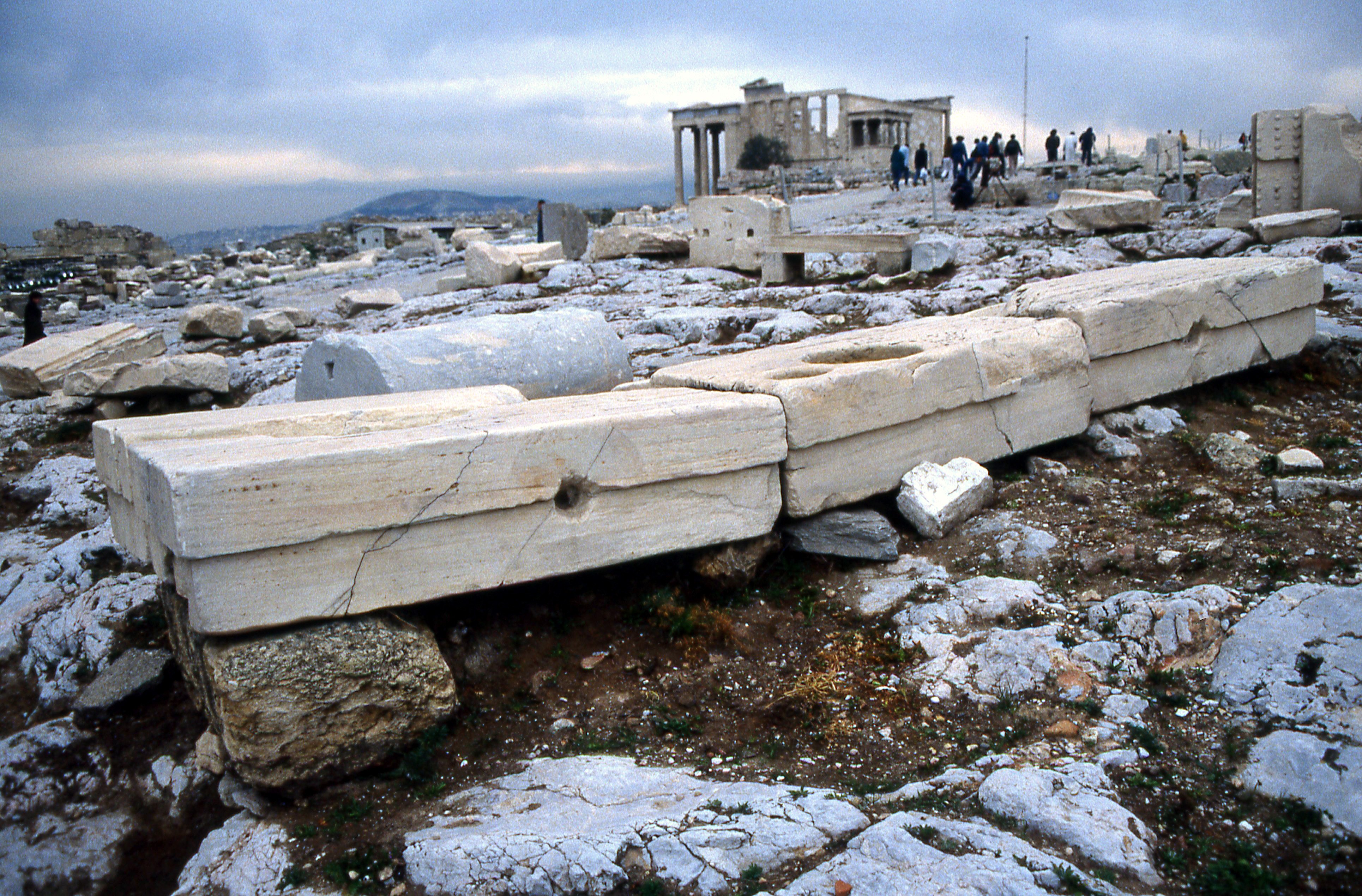
Base del caballo de Troya en Atenas, Acrópolis, firmada por Estrongilión

Estrongilión fue un broncista griego. Creador del caballo troyano expuesto en el año 414 a. C. en la Acrópolis de Atenas. Según la tradición, hizo una Artemisa Sotera en Mégara y un grupo de musas en Heliconte.